# Кирей Михайло Ілліч
Михайло Ілліч Кирей (нар. 14 листопада 1936, село Яблунів Львівського воєводства, Польща, тепер Турківського району Львівської області — 2 червня 2020, місто Львів) — український радянський і компартійний діяч, голова Львівського облвиконкому. Депутат Верховної Ради УРСР 10—11-го скликань. Кандидат у члени ЦК КПУ в 1981—1990 роках.

## Біографія

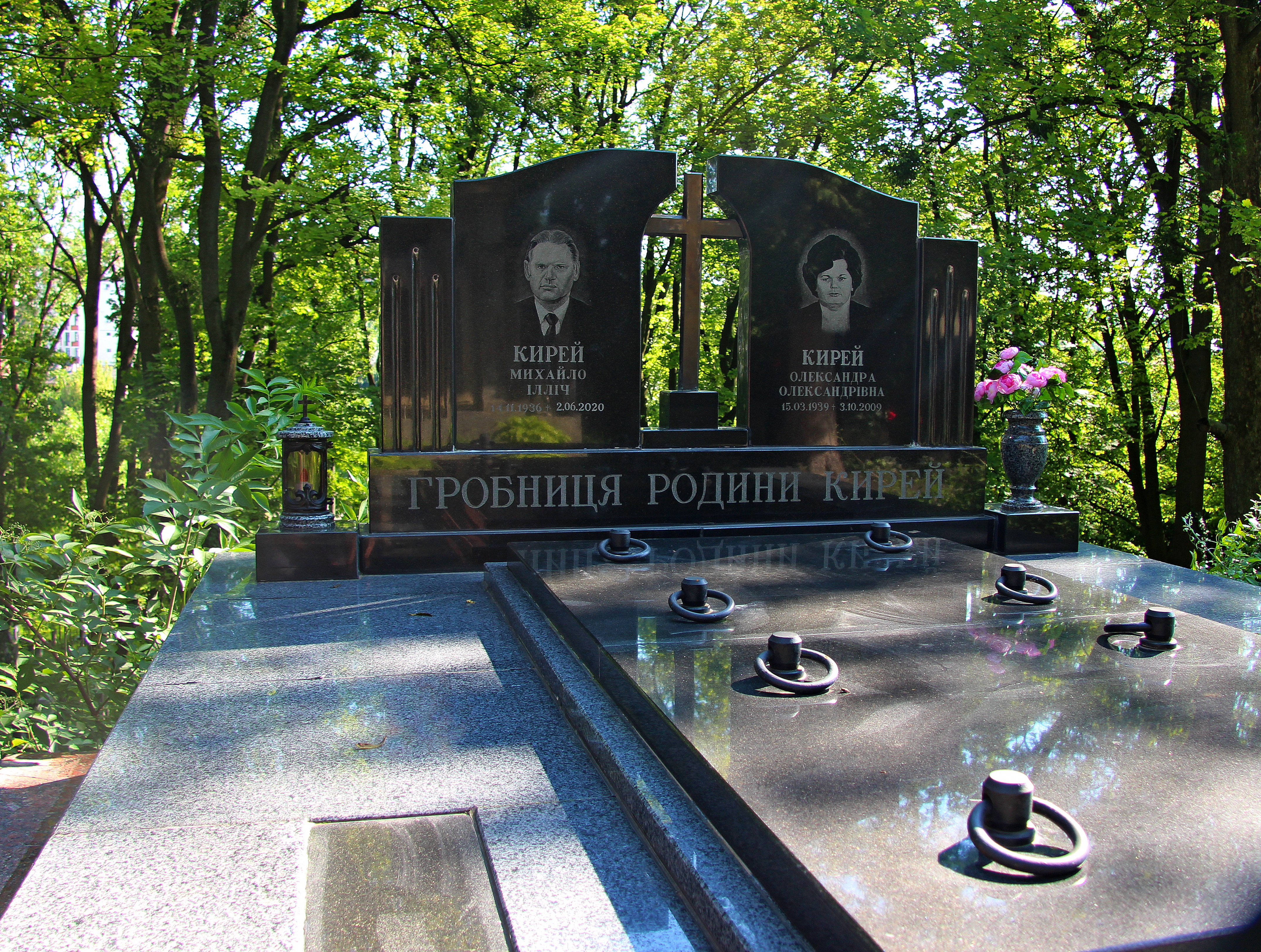

Народився в селянській родині.
У 1956 році закінчив Львівський сільськогосподарський технікум плодоовочівництва.
У 1956—1958 роках — інженер-землевпорядник Неслухівської машинно-тракторної станції (МТС) Новомилятинського району Львівської області.
Член КПРС з 1958 року.
У 1958—1959 роках — завідувач відділу Новомилятинської районної газети «Ленінська зірка» Львівської області.
У 1959—1961 роках — секретар Новояричівського районного комітету ЛКСМУ Львівської області.
З 1961 року — інструктор організаційного відділу Новояричівського районного комітету КПУ.
З 1962 року — інструктор організаційного відділу партійного комітету Кам'янсько-Бузького районного виробничого управління сільського господарства, завідувач організаційного відділу Кам'янсько-Бузького районного комітету КПУ Львівської області.
З 1969 року — інструктор відділу організаційно-партійної роботи Львівського обласного комітету КПУ.
Без відриву від виробництва у 1970 році закінчив Львівський сільськогосподарський інститут, одержав спеціальність агронома.
У жовтні — грудні 1973 року — 2-й секретар Кам'янсько-Бузького районного комітету КПУ Львівської області.
У грудні 1973 — березні 1980 року — 1-й секретар Кам'янсько-Бузького районного комітету КПУ Львівської області.
6 березня 1980 — квітень 1990 року — голова виконавчого комітету Львівської обласної Ради народних депутатів.
У 1990—1991 роках — керівник групи консультантів Львівського обласного комітету КПУ.
Потім — на пенсії в місті Львові.
Помер та похований у Львові на 72 полі Личаківського цвинтаря.

## Родина
- Дружина, Кирей Олександра Олександрівна (1939—2009)

## Нагороди
- орден Леніна (5.03.1980)
- орден Трудового Червоного Прапора
- орден Дружби народів (14.11.1986)
- медалі